# Romeu (football)
Pour les articles homonymes, voir Romeu.
Romeu Pellicciari, plus connu sous le nom de Romeu, né le 26 mars 1911 à Jundiaí et mort le 15 juillet 1971 à São Paulo, était un footballeur brésilien.

## Biographie
Il participa notamment à la coupe du monde de 1938 et jouait au poste d'attaquant. Sa carrière professionnelle se déroula de 1930 à 1947.

## Palmarès
- Champion de l'État de São Paulo en 1932, 1933 et 1934  avec Palestra Itália (aujourd'hui SE Palmeiras) et 1942 avec SE Palmeiras ;
- Champion de l'État de Rio de Janeiro en 1936, 1937 et 1938, 1940 et 1941 avec Fluminense FC ;
- Champion des sélections des États du Brésil en 1933 et 1944 avec la sélection de l'État de São Paulo.

## Sources
- (pt) Cet article est partiellement ou en totalité issu de l’article de Wikipédia en portugais intitulé « Romeu Pellicciari » (voir la liste des auteurs).